# Malouma
Malouma Menta El Meidah (arabă المعلومة منت الميداحالمعلومة منت الميداح,, sau pur și simplu Malouma; n. 1 octombrie 1960, Mederdra, Regiunea Trarza, Mauritania) este o cântăreață mauritană, compozitoare și om politic. Crescută în partea de sud-vest a țării de către părinții săi versați în muzica tradițională mauritană, ea evoluează pentru prima dată la doisprezece ani, cântând și în concerte solo. Prima ei piesă este intitulată Habibi Habeytou, în care a criticat dur modul în care femeile erau tratate de către soții lor. Deși avuse un succes imediat, a provocat un val de proteste din partea claselor tradiționale de la conducere. După ce a fost forțată să se căsătorească în timp ce era adolescentă, Malouma a trebuit să renunțe la cântat până în anul 1986. Și-a dezvoltat propriul stil care combină muzica tradițională cu blues-ul, jazz-ul și muzica electronică. La începutul anilor 1990 ajunge să fie cenzurată în Mauritania, după ce la televizor apar melodii în care abordează subiecte extrem de controversate, cum ar fi viața conjugală, sărăcia, și inegalitatea, dar a începe să evolueze în străinătate până la sfârșitul deceniului. În cele din urmă, după ce interdicția a fost ridicată, s-a relansat cântând piesele sale, înregistrându-și cariera și câștigând popularitate, în special în rândul tinerei generații. Al patrulea album, Knou (2014), conține versuri care exprima opiniile sale privind drepturile omului și locul femeilor în societate.